# Anepsion
Anepsion is een geslacht van spinnen uit de  familie van de wielwebspinnen (Araneidae).

## Soorten
- Anepsion buchi Chrysanthus, 1969
- Anepsion depressum (Thorell, 1877)
  - Anepsion depressum birmanicum (Thorell, 1895)
- Anepsion fuscolimbatum (Simon, 1901)
- Anepsion hammeni Chrysanthus, 1969
- Anepsion jacobsoni Chrysanthus, 1961
- Anepsion japonicum Yaginuma, 1962
- Anepsion maculatum (Thorell, 1897)
- Anepsion maritatum (O. P.-Cambridge, 1877)
- Anepsion peltoides (Thorell, 1878)
- Anepsion reimoseri Chrysanthus, 1961
- Anepsion rhomboides (L. Koch, 1867)
- Anepsion roeweri Chrysanthus, 1961
- Anepsion semialbum (Simon, 1880)
- Anepsion villosum (Thorell, 1877)
- Anepsion wichmanni (Kulczyński, 1911)
- Anepsion wolffi Chrysanthus, 1969